# Gerhard Taschner
Gerhard Taschner (Krnov, 25 mai 1922 – Berlin, 21 juillet 1976) est un violoniste virtuose et un professeur de musique allemand.

## Biographie
Taschner est né à Krnov en Tchécoslovaquie, d'origines moraves. Après avoir étudié avec son grand-père, il joue Concerto pour violon n° 5 en la majeur de Mozart à ses débuts à Prague, à seulement sept ans. Il étudie ensuite avec Jenő Hubay à Budapest entre 1930 et 1932 et Adolf Bak à Vienne et en leçons privées avec Bronisław Huberman. À dix ans, il joue trois concertos avec l'orchestre symphonique de Vienne sous la direction de Felix Weingartner. Vers dix-sept ans, après avoir effectué une tournée aux États-Unis et en Allemagne, il est premier violon au Théâtre Brno. En 1941, seulement âgé de dix-neuf ans, sous la recommandation d'Hermann Abendroth, il est choisi par le chef d'orchestre Wilhelm Furtwängler pour le poste de premier violon de l'orchestre philharmonique de Berlin, en plus de sa carrière de soliste. Il attire immédiatement l'attention et son portrait est utilisé sur les publicités de l'orchestre pour les programmes à venir.
En 1943, à vingt-et-un ans, il épouse la pianiste Gerda Nette-Rothe âgée de trente-sept ans, connue ensuite en tant que Gerda Nette-Taschner.
Dans les derniers jours de la Seconde Guerre mondiale, l'ancien ministre de l'armement allemand, Albert Speer, conçoit un plan pour protéger les musiciens de l'orchestre de la philharmonique des troupes Soviétiques. Ils jouent un concert avec Robert Heger, puis sont emportés en lieu sûr, hors de Berlin : Gerhard Taschner joue le Concerto pour violon de Beethoven. À la fin du concert, cependant, les musiciens ont voté pour rester à Berlin, en solidarité avec leurs protecteurs, qui n'ont pas pu s'échapper. Cependant, Taschner part dans une voiture conduite par le chauffeur de Speer, emmenant avec lui sa femme, ses deux enfants et la fille d'un autre musicien[réf. nécessaire], se réfugiant à Thurnau. De 1946 à 1950, il vit à Rüdesheim am Rhein.
Après la guerre, il rejoint le pianiste Walter Gieseking et le violoncelliste Ludwig Hoelscher dans un célèbre trio avec piano. Il jouait également le répertoire violon et piano avec Gieseking et Edith Farnadi. Pour les concertos du répertoire, il jouait avec des chefs tels que Karl Böhm, Georg Solti, Joseph Keilberth et Carl Schuricht. Il est le principal responsable de la connaissance du Concerto pour violon de  Khachaturian en Allemagne, les Soviétiques ayant mis à sa disposition la partition. En 1947, il est le troisième à enregistrer l'œuvre, après son dédicataire, David Oistrakh en 1944 et Louis Kaufman en 1946.
Wolfgang Fortner lui dédie son Concerto pour violon. Il est créé en 1947 et est devenu son plus grand champion[réf. nécessaire]. Fortner lui a également dédié sa Sonate pour violon.
En 1948, Taschner joue le Concerto pour violon et orchestre de Dvořák à Vienne, avec Leonard Bernstein, mais ce dernier a refusé de l'inviter aux États-Unis à l'époque.
Son caractère était difficile et sans compromis, ce qui le conduisit souvent à d'irréparable disputes avec ses élèves, ses pairs et d'autres. Il avait une conception très forte et inflexible qui parfois le mettait en contradiction avec les chefs d'orchestre et compositeurs. En 1944, il suggéré à Jean Sibelius que le dernier mouvement de son Concerto pour violon devrait être joué plus lentement que ce que le compositeur a indiqué ; une suggestion qui n'est pas prise par Sibelius. Lors d'une répétition à la fin des années 1940, lui et le chef d'orchestre Herbert von Karajan n'ont pas été capables de s'entendre sur des questions d'interprétation, qui conduit à Taschner à interrompre la répétition et il a refusé de jouer au concert ; les deux musiciens n'ont plus jamais rejoué ensemble.
En 1950, Taschner est nommé professeur à l'école supérieure de musique de Berlin. Il poursuit également ses tournées de concerts à l'échelle internationale. En Amérique du Sud, d'après un célèbre matador, il est surnommé « le Manolete du violon ». En Europe, il est considéré comme le successeur d'Adolf Busch, Huberman et Fritz Kreisler.
Un problème de dos provoque sa retraite prématurée de la scène au début des années 1960, alors qu'il est âgé de seulement quarante ans. Il a continué à enseigner et à jouer de la musique de chambre et fait partie de divers jurys tels qu'en 1957, le concours Henryk Wieniawski à Poznań ; en 1957 et en 1959 au concours Marguerite Long-Jacques Thibaud à Paris, dans les années 1960 au Concours Paganini à Gênes et en 1963, Concours Reine Elisabeth à Bruxelles
Gerhard Taschner est mort à Berlin en 1976, à l'âge de 54 ans. Il est enterré dans le cimetière Municipal III, Stubenrauchstraße à Berlin-Friedenau.

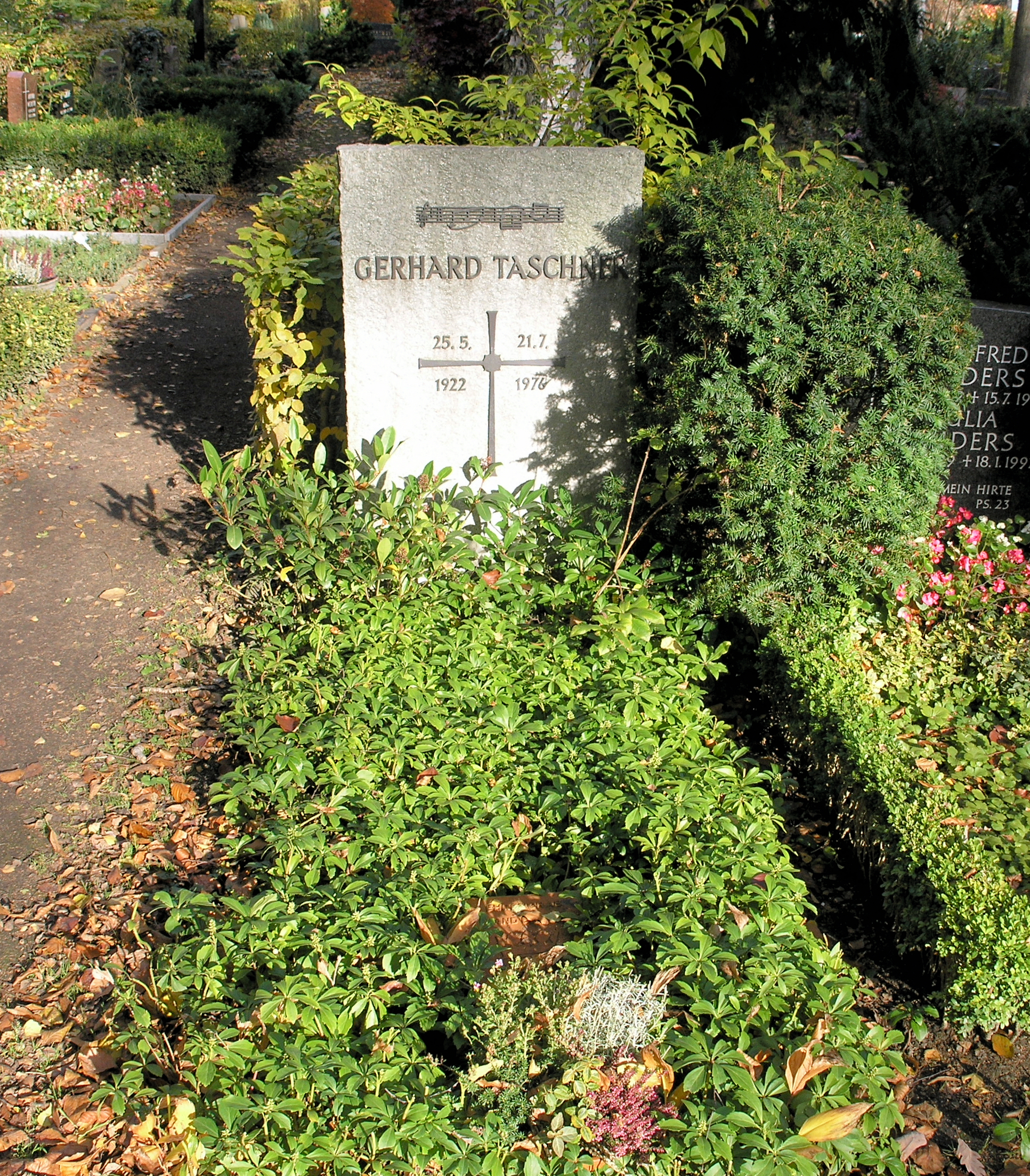
Tombe de Gerhard Taschner

## Réputation posthume
Taschner n'a jamais eu d'importants contrats d'enregistrements[réf. nécessaire]. Cependant, il a effectué de nombreuses émissions de radio, dont beaucoup ont été rééditées ou même publiées pour la première fois. De nombreux enregistrements de la radio allemande ont été confisqués lors de l'invasion des troupes Soviétiques à la fin de la guerre et ne sont revenus à la lumière qu'après 1991.
La réaction de la critique à ces enregistrements varie considérablement : un critique le compare avec Jascha Heifetz, Bronisław Huberman, Nathan Milstein et Ginette Neveu, lorsqu'il s'agit de l'intensité de l'expression et la richesse colorée du son, mais un autre dit qu'il n'est pas dans la même ligne que Joseph Szigeti, Isolde Menges, Emil Telmányi ou Szymon Goldberg.
De son enregistrement de la Sonate pour violon de Ravel, un critique a dit : « Taschner projette les nuances teintées de jazz de la Sonate de Ravel à la perfection » ; mais un autre dit : « Sa Sonate de Ravel manque de l'élément comique jazzy et est plutôt simple et grave ».
L'Université des arts de Berlin a créé le prix de violon Gerhard Taschner en son honneur.
Il y a une biographie sur le musicien : Gerhard Taschner – das vergessene Genie. Eine Biographie, par Klaus Weiler (2004).

## Enregistrements
Quelques labels ont publié des archives : Emi d'abord, avec un coffret intitulé « Gerhard Taschner : Portrait d'un violoniste légendaire » (EMI 5 66524 2), Archipel (ARC-128/129), MDG et Tahra (trois disques).
- Bach, Chaconne de la Partita n° 2, BWV 1004 (Odeon / Tahra Tah 342)
- Beethoven, Concerto pour violon, op. 61 (avec le Berlin Philharmonic, dir. Georg Solti) (Tahra Tah 461)
- Beethoven, Sonate « à Kreutzer » (avec Walter Gieseking) (Tahra Tah 461)
- Beethoven, Sonate « le Printemps » ; Sonate n° 3, op. 12/3 (avec Edith Fernadi)[11]
- Brahms, Sonate pour violon n°1, op. 78 (avec Martin Krause)
- Brahms, Sonate n° 3, op. 108 (avec Gieseking)
- Bruch, Concerto pour violon n° 1, op. 26 :
  - avec Hermann Abendroth
  - Stuttgart Radio Symphony Orchestra, dir. Hans Müller-Kray
- Dvořák, Sonatine en sol majeur, op. 100, B. 183
- Dvorka, Concerto pour violon (26 novembre 1942, Tahra Tah 641)
- Blair Fairchild, Mosquitos
- Wolfgang Fortner, Concerto pour violon (dédié à  Taschner)
  - Philharmonie de Berlin, dir. Furtwängler[12]
  - Orchestre symphonique de la SWR de Baden-Baden, dir. Hans Rosbaud[13]
- Franck, Sonate pour violon (avec Gieseking)
- Gershwin, Short Story
- Grieg, Sonates en ut et sol majeur
- Haendel, Sonate op. 1, n° 13 (avec Cor de Groot)[14]
- Khachaturian, Concerto pour violon :
  - Orchestre symphonique de la radio de Berlin, dir. Artur Rother
  - Orchestre symphonique de la NDR, dir. Hans Schmidt-Isserstedt (8/9 mai 1955, Tahra Tah 641)
- Kreisler, Praeludium and Allegro
- Mendelssohn, Concerto pour violon de Mendelssohn - Orchestre symphonique de Bamberg, dir. Fritz Lehmann (MDG)
- Paganini, Sonate n° 12 (avec Gerda Nette-Taschner)
- Pfitzner, Concerto pour violon, op. 34 (Orchestre symphonique de la radio de Berlin, dir. Rudolf Kempe)
- Ravel, Sonate pour violon
- Sarasate, Zigeunerweisen, op. 20 - Michael Raucheisen, piano (MDG)
- Sarasate, Carmen fantaisie - Orchestre symphonique de Bamberg, dir. Fritz Lehmann
- Sarasate, Romanza Andaluza, op. 22/1 (avec Gerda Nette-Taschner)
- Schoeck, Sonate pour violon, op. 16
- Sibelius, Concerto pour violon (Orchestre symphonique de la radio de Cologne)
- Tartini, Sonate « le trille du diable » (avec Herbert Giesen)
- Sur l'enregistrement du Concerto pour violon et Tchaikovsky avec l'orchestre symphonique de Berlin, sous la direction de Joseph Balzer, le soliste est indiqué comme « Fritz Malachowsky », mais on pense en fait que c'est Gerhard Taschner